# Manuel Pérez de Arévalo
Manuel Pérez de Arévalo (Ferrol (La Coruña) 10 de junio de 1915 - Vigo (Pontevedra) 21 de julio de 1996) fue un militar, artista polifacético español y químico-matemático, que dedicó más de 40 años a la enseñanza como catedrático de Instituto de Matemáticas.

## Vida militar
Ingresa en la academia de artillería de Segovia y se hace militar de carrera, teniente de artillería. Licenciado en Ciencias Químicas en 1936 por la Universidad de Santiago. Alférez provisional al finalizar la guerra civil española. Realizó diversos cursos militares: Primer puesto en curso de balística y tiro de costa por la escuela de guerra de Cádiz, profesor de educación física por la Escuela Militar de Toledo, curso de escala en “Siete Picos”.Pensionado al extranjero en 1942 por el estado español durante dos meses para el reconocimiento y estudio de las defensas de costa alemanas. Capitán de artillería con mando en baterías de costa de Cobas y Prioriño en Ferrol. Jefe de la defensa de la ría de Ferrol. Finalizó su carrera militar como comandante de artillería honorario.
- Condecoraciones militares: Laureada colectiva de las fuerzas que entraron en Oviedo, medalla militar colectiva de las fuerzas que entraron en Brunete, medalla de bronce de las fuerzas que entraron en Teruel, placa de la Orden de San Hermenegildo, Cruz de guerra, medalla de la campaña, cruz al mérito militar con distintivo rojo.

## Vida artística
En su amplio bagaje cultural también ha dedicado un capítulo especial a la composición musical, a la poesía y a la pintura.
En su calidad de pintor expone en 1950 óleos en el Casino Ferrolano y en Santiago en 1954, ofreciendo una serie de dibujos a pluma titulada “El Camino de Santiago” realizados durante su peregrinación a Compostela desde Roncesvalles. En Santiago fue presentado por el decano Tomás Batuecas del cual fue ayudante en el último curso de licenciatura en químicas.
En 1950 crea y dirige la masa coral polifónica del Instituto Masculino de Ferrol. En el año santo compostelano de 1954 gana el premio extraordinario, fuera de concurso, del concurso de coros universitarios y de institutos con motivo de la magna peregrinación de todos los claustros de España. En 1955 ofrece un recital de poesía y música pianística, con obras originales, en el salón rojo de la diputación de Burgos. Publica en la revista de poesía “Estrofa” que dirige el poeta burgalés Julián Velasco de Toledo. Es nombrado jefe de cultura y arte de Ferrol. En 1956, pronuncia una conferencia en la asociación “Armonía” sobre el tema “Sonata”.
El 11 de noviembre de 1995(?) organiza un recital poético y pianístico en el teatro Jofre de Ferrol con poemas y música propios. Conferencia en el “Círculo de Artesanos” de La Coruña sobre el tema “Los satélites artificiales”. Es elegido concejal del Ayuntamiento de Ferrol y luego teniente de alcalde de cultura y arte. En 1959 crea y dirige “Aula Musicae” donde 3 días a la semana imparte clases de musicología durante más de una década. En 1960 es nombrado profesor de los “Cursos Suarecianos” de la academia de filosofía de Burgos donde desarrolla durante tres días su teoría: “El tiempo no es rectilíneo si no una superficie curva alabeada”. Conferencia en 1961 sobre “La evolución del punto de vista en las artes”, en el colegio mayor universitario de Madrid.
En 1965 es elegido en La Coruña capitán de equipo para intervenir en el televisivo concurso cultural/deportivo “La unión hace la fuerza”. Conferencia en 1967 sobre “La vida y el cosmos”. En 1967 se presenta con el coro del crucero “Canarias” en el concurso televisivo “Canciones de la Mar”. Conferencia en la academia de Burgos “Fernán González” para dar una conferencia sobre “Las cantigas de Alfonso X el sabio y su entorno histórico y artístico”.
Presidente de distintas entidades Ferrolanas, tales como Sociedad Filarmónica Ferrolana, Sociedad Fotográfica Ferrolana (1978-1983), Real Coro Toxos e Froles y de la SAF (Sociedad artística ferrolana). Compone el libro “Medievalia” con música medieval propia con textos de los mejores poetas de este tiempo en música modal. Compone el libro musical “Cantigas de romaxe” con 23 cantigas de romería a los centros espirituales de Galicia: Santiago de Compostela, San Andrés de Teixido, Santa María de Barca, Padrón, etc. Compone la “Missa Humilis”, en latín, “A capella” en honor al día del Apóstol Santiago. En 1975 el “Orfeón Terra a Nosa”, dirigido por el padre Feijoó, publica el disco “Canciones de Galicia vol. 2” en el que aparece su obra “Cantiga do Camiño Estelar” la cual fue paseada por numerosos países europeos con gran éxito. El 4 de diciembre de 1992 estrena en la Concatedral de Ferrol “San Julián” la “Cantiga de Romaxe” titulada “Vilalba ten unha torre”. Otras composiciones son: música para banda, tríos, cuartetos y lieder.
Escribe dos libros de poesía: “De las cuerdas de mi lira” y “Poemas para leer en torno a mi muerte”. En 1978 su poema “El ciprés de Silos” es seleccionado para aparecer en el libro “El ciprés de los poetas, Silos” con motivo del cumplimiento del milenario de la lengua castellana.
Conferencia en el Club Naval de Oficiales de la Cortina en Ferrol sobre “Dos cerebros Físico-Matemáticos: Isaac newton y Albert Einstein. El axioma Divino Einstein”. Pronuncia más de 300 conferencias a lo largo de su vida así como varios conciertos de guitarra y piano.